# Clodomiro Cortoni
Clodomiro José Cortoni (Pilar, 22 de junho de 1923 — Santa Fé, 3 de setembro de 2000) foi um ciclista olímpico argentino. Cortoni representou sua nação nos Jogos Olímpicos de Verão de 1948 (Londres) e 1952 (Helsinque).